# EdiabasLib
EdiabasLib ist ein freier und geschwindigkeitsoptimierter Ersatz für die originalen BMW, VW und Audi-Diagnosesoftware, der die originalen ECU-Dateien verwendet.

## Funktionen
Die Verwendung der originalen ECU-Dateien für die OBD-Kommunikation ermöglicht alle Vorgänge die mit INPA oder Tool32 möglich sind. Die Bibliothek kann direkt .GRP- und .PRG-Dateien lesen und interpretieren, die interne Schnittstelle ist ähnlich der EDIABAS-API oder der Tool32.exe GUI-Schnittstelle, der originalen Diagnose-Software.

### Mögliche Vorgänge
- DPF-Regeneration starten
- Fehlerspeicher auslesen/löschen
- Reset Kurzschlussverriegelung (Zähler) von Lampen
- VIN-Änderung (z. B. die Combox eine US-VIN (INet) erhalten)
- BFD-Kontrolle und -Prüfung
- Syndikat-Lenkwinkelsensor
- Adaptionswerte löschen (Luftmassenmesser)
- DME/CAS-Sauberkeit
- Service-Reset
- Batteriewechsel registrieren
- Steuergeräte-Reset
- Leerlaufdrehzahl ändern
- Schlüssel sperren/entsperren
- AGR-Rate anpassen[3][4]

### Unterstützte Protokolle
- D-CAN
- BMW-FAST
- KWP-2000
- KWP-2000 BMW
- KWP1281
- BMW DS2
- DS1
- Concept 3
- ISO9141 (Concept 2)
- Concept 1[5][6]

### Unterstützte Adapter
EdiabasLib unterstützt Standard FTDI basierte USB, "INPA-kompatible" D-CAN/K-Line-Adapter und ELM327 basierte WiFi- und Bluetooth-Adapter mit ersetzbarer Firmware.
Für Fahrzeuge der VAG-Gruppe wird ein ELM327-Adapter mit der Open-Source-Ersatz-Firmware von EdiabasLib benötigt. In diesem Modus werden die Protokolle KWP2000, KWP1281 und TP2.0 unterstützt (Fahrzeuge bis 4.2012).

## Anwendungen
EdiabasLib besteht aus mehreren Anwendungen. EdiabasTest eine Konsolenanwendung für Test mit Kommandozeilenparametern, eine Anwendung mit einer grafischen Benutzeroberfläche für Windows und eine App für Android mit dem Namen Deep OBD for BMW and VAG (früher Deep OBD for BMW). Deep OBD for BMW und VAG läuft unabhängig von Google-Diensten.

## Zielgruppe und Verbreitung
Das Projekt richtet sich an private Hobby-Schrauber und kleine Werkstätten, die sich teure Diagnosesysteme nicht leisten können. Die Android-App ist in mehreren Appstores verfügbar, z. B. Aptoide, apkpure und wurde im Google Play Store zwischen über 50.000 mal heruntergeladen.

## Unterstützte Fahrzeuge
Unterstützt werden alle BMW-Modelle ab Baujahr 1994. Des Weiteren werden Fahrzeuge des Volkswagenkonzerns bis zum Baujahr 2012 unterstützt.